# Grand Prix de la FIDE
El Grand Prix de la FIDE es un torneo bienal de ajedrez, organizado por la FIDE. En donde, cada serie consiste de seis torneos, los cuales forman parte del ciclo de clasificación para el Campeonato Mundial de Ajedrez o el Campeonato Mundial Femenino de Ajedrez. 

## Competición Abierta
La primera edición principia el 19 de abril de 2008, teniendo por sedes: Bakú, Sochi, Elistá, Nalchik, Jermuk y Astracán; finalizando el 25 de mayo de 2010, con la victoria del armenio Levon Aronian, con una puntuación de 500.
| Año               |                       | Campeón               | Segundo lugar          | Tercer lugar |
| 2008-2010 Detalle | Levon Aronian         | Teimour Radjabov      | Aleksandr Grischuk     |              |
| 2012-2013 Detalle | Veselin Topalov       | Shakhriyar Mamedyarov | Fabiano Caruana        |              |
| 2014-2015 Detalle | Fabiano Caruana       | Hikaru Nakamura       | Dmitry Jakovenko       |              |
| 2017 Detalle      | Shakhriyar Mamedyarov | Aleksandr Grischuk    | Teimour Radjabov       |              |
| 2019Detalle       | Aleksandr Grischuk    | Yan Nepómniaschchi    | Maxime Vachier-Lagrave |              |
| 2022Detalle       | Hikaru Nakamura       | Richard Rapport       | Wesley So              |              |

## Competición Femenina
La primera edición inició el 7 de marzo de 2009 en Estambul, prosiguiendo en Nanking, Nalchik, Jermuk, Ulan-Bator y culminó casi dos años después en Doha, el 5 de marzo de 2011, con la victoria de Hou Yifan con una puntuación de 410. La segunda edición dio inicio el 1 de agosto de 2011 en Rostov, continuando en Shenzhen, Nalchik, Kazán, Jermuk y finalizando en Ankara el 28 de septiembre de 2012, alzándose como ganadora por segunda ocasión la china Hou Yifan, con la puntuación de 480.
| Año               |                        | Campeón                | Segundo lugar    | Tercer lugar |
| 2009-2011 Detalle | Hou Yifan              | Koneru Humpy           | Nana Dzagnidze   |              |
| 2011-2012 Detalle | Hou Yifan              | Koneru Humpy           | Anna Muzychuk    |              |
| 2013-2014 Detalle | Hou Yifan              | Koneru Humpy           | Ju Wenjun        |              |
| 2015-2016 Detalle | Ju Wenjun              | Koneru Humpy           | Valentina Gunina |              |
| 2019-2021 Detalle | Aleksandra Goryachkina | Koneru Humpy           | Katerina Lagno   |              |
| 2022-2023 Detalle | Katerina Lagno         | Aleksandra Goryachkina | Zhu Jiner        |              |
| 2024-2025 Detalle | Zhu Jiner              | Aleksandra Goryachkina | Anna Muzychuk    |              |